# Macrocneme leucostigma
Macrocneme leucostigma är en fjärilsart som beskrevs av Perty 1834. Macrocneme leucostigma ingår i släktet Macrocneme och familjen björnspinnare. Inga underarter finns listade i Catalogue of Life.